# هسل (رود)
هسل رودی است که به رود امس می‌ریزد. این رود از کشور آلمان می‌گذرد.